# 増幅
増幅（ぞうふく）とは、何らかの信号の入力に対して元の信号よりも大きな出力信号を得るような作用のことである。

増幅対象の物理現象としては、電気信号（電圧・電流およびこれらの積としての電力）、光、空気圧・油圧など流体の圧力、機械的な振動や変位、音響・音波などがある。
増幅にはもとの物理現象を直接拡大する方法と、各々の物理現象を別な物理現象に置き換えて増幅し、それをもとの物理現象に戻すことで増幅を行う場合もある。前者はたとえば電気信号の増幅器（増幅回路）による増幅、ラマン増幅器による光増幅、後者は、マイクロフォン/スピーカーと増幅回路を用いた音響増幅や、光-電気/電気-光の変換素子を用いた光増幅などがそうである。
「増幅」と言っても、エネルギー保存の法則に従っており、入力エネルギーが単独で勝手に増える訳ではない。増幅用の外部エネルギー源が別途必要である。例えばオーディオアンプ（音声信号の増幅回路）では、音声信号と増幅用電流の２つをトランジスタに流し込めば出力の増減が出来る。
これはしばしば「川と水門」に例えられる。大きな川を流れる水の量を、水門の開閉によって制御するのである。川が外部エネルギー源に相当する。入力信号に比例した水門の開閉を行うと、流れ出る水の量（出力）が増減する。流れ出た水（出力）と入力信号は同じ形をしているが、水量は桁違いである。水門の開閉に必要なエネルギー損失は非常に小さい。しかし入力エネルギーの全てを出力として取り出せるわけではない。有効に取り出せる割合を「増幅器の効率」と呼ぶ。